# Georg Wilhelm (Brandenburg)

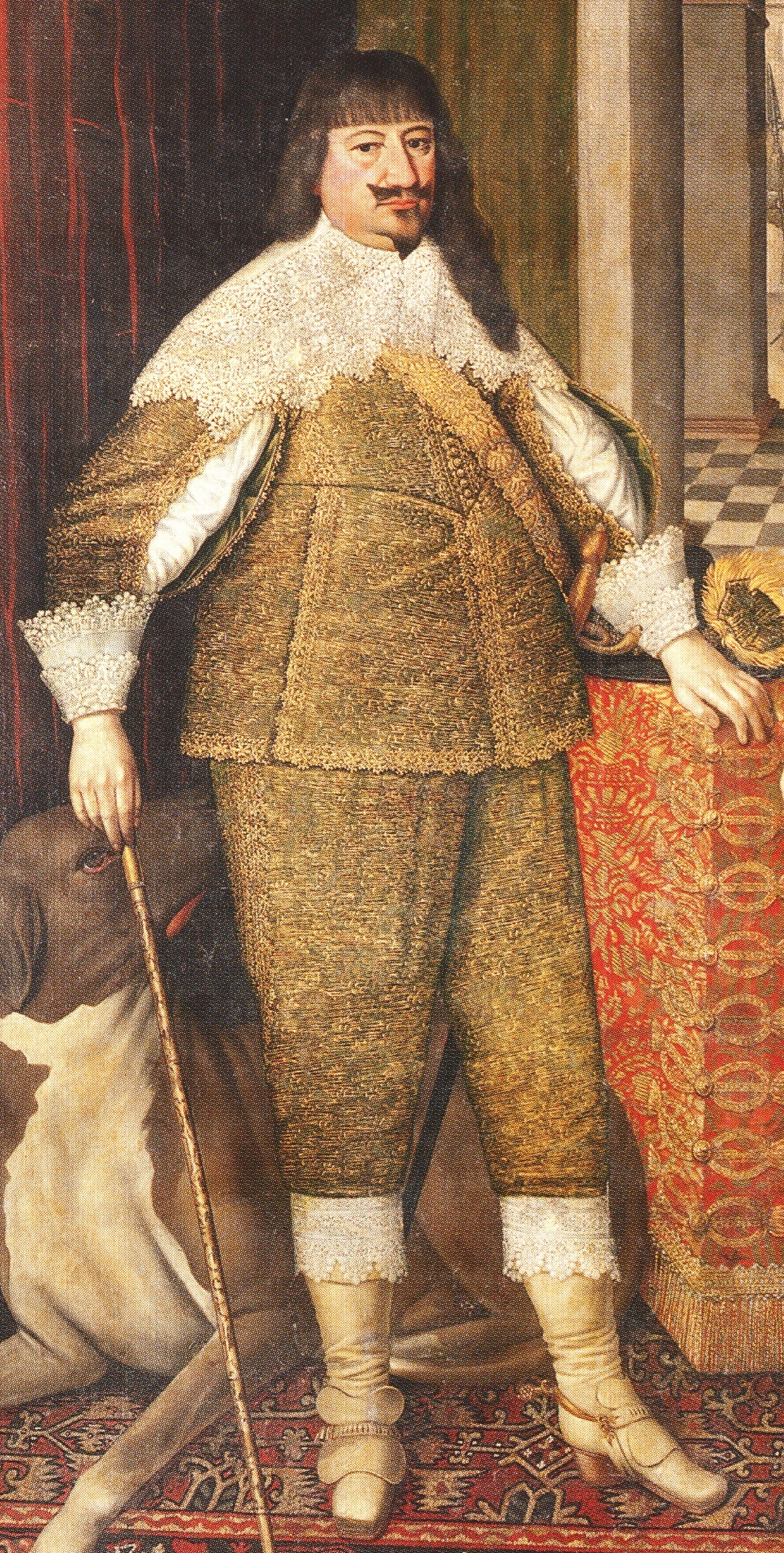
Georg Wilhelm von Brandenburg

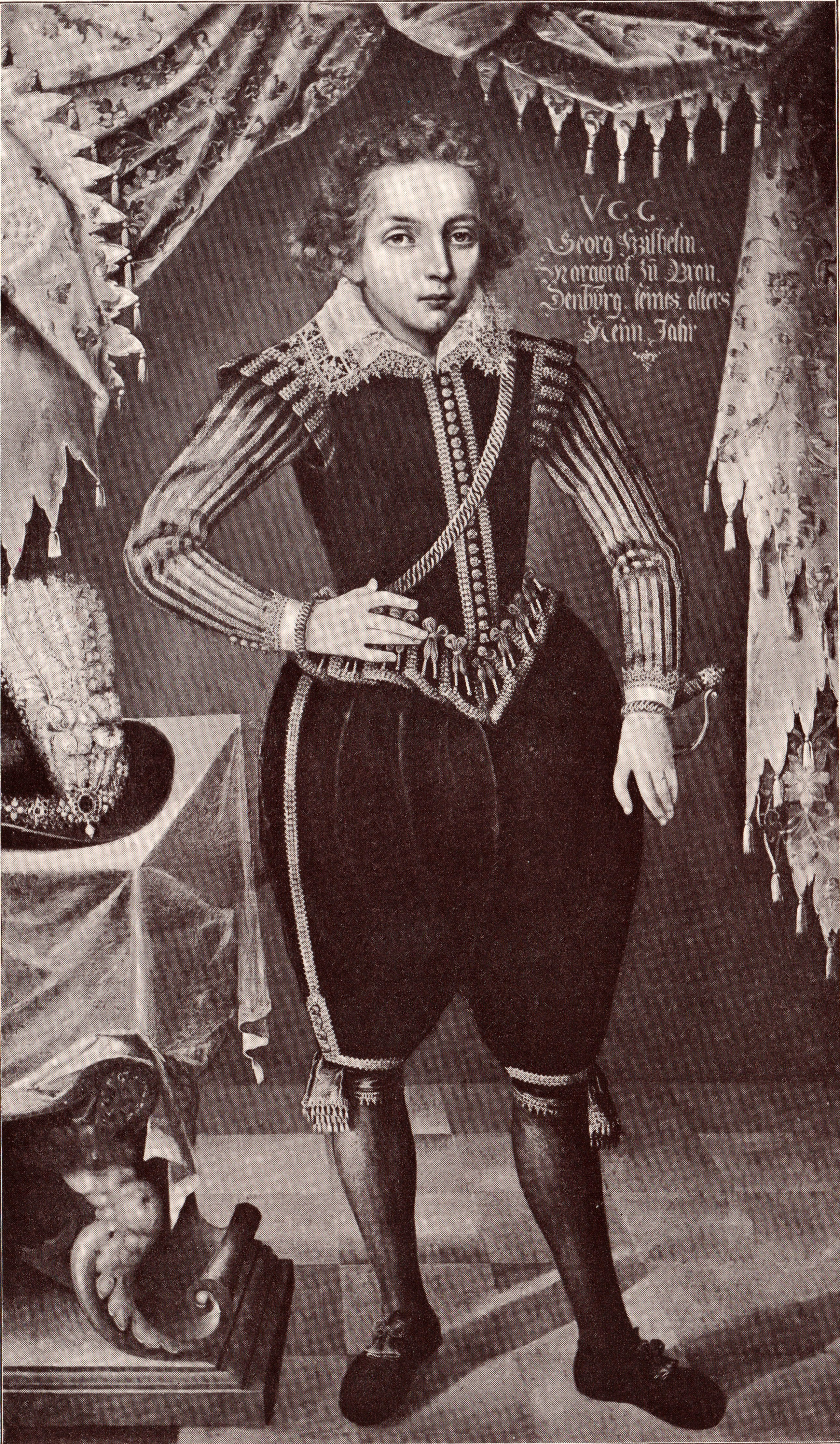
Kurprinz Georg Wilhelm, 1605

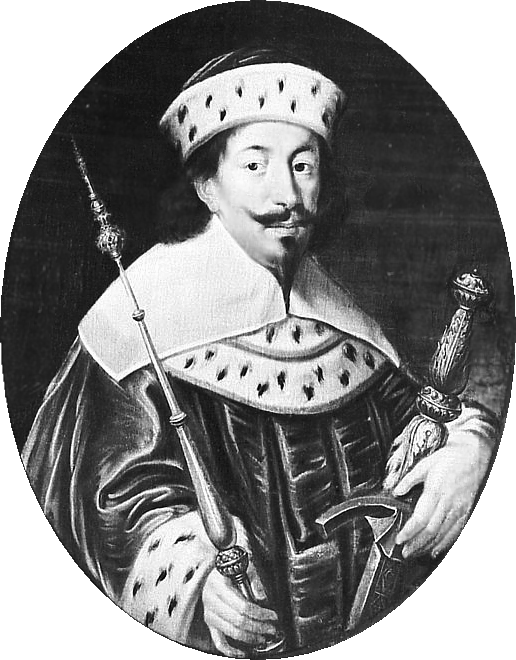
Georg Wilhelm im Kurfürstenornat

Georg Wilhelm (* 3. Novemberjul. / 13. November 1595greg. in Cölln an der Spree; † 1. Dezember 1640 in Königsberg) aus dem Geschlecht der Hohenzollern war von 1619 bis 1640 Markgraf von Brandenburg, Herzog in Preußen und Herzog von Kleve, Graf von Mark sowie Kurfürst und Erzkämmerer des Heiligen Römischen Reichs.

## Leben

### Schwierige Politikgestaltung im Umfeld der Familie
Als der Vater von Georg Wilhelm, Kurfürst Johann Sigismund, 1619 im Sterben lag, übernahm sein Sohn die Regierung des Kurfürstentums Brandenburg, des Herzogtums Preußen und der niederrheinischen Fürstentümer Kleve und Mark. Zu diesem Zeitpunkt verfügte Georg Wilhelm bereits über Regierungserfahrung, da ihn sein Vater – nach dem Studium in Frankfurt an der Oder – für fünf Jahre als Statthalter nach Kleve entsandt hatte.
Am 24. Juli 1616 heiratete Georg Wilhelm in Heidelberg Elisabeth Charlotte von der Pfalz, eine Schwester des Kurfürsten und Pfalzgrafen Friedrich V., der seit 1608 als Oberhaupt der Protestantischen Union eine wichtige Rolle in der Reichspolitik spielte und im August 1619 die Königskrone in Böhmen annahm, was zum Ausbruch des Dreißigjährigen Krieges führte. Nach der Heirat lebte auch seine Schwiegermutter Luise Juliane von Nassau-Oranien am Hof in Brandenburg. Nachdem ihr Sohn Friedrich V. von der Pfalz aus Böhmen flüchten musste und dann im Januar 1621 auch sein Kurfürstentum verlor, bedrängte sie ihren Schwiegersohn Georg Wilhelm ständig, für ihren entthronten Sohn Friedrich V. von der Pfalz etwas Entscheidendes zu unternehmen. Der hatte zwar offene Ohren für ihre Klagen, zumal er selbst über die Verfolgungen der Protestanten in Böhmen durch den Kaiser sehr aufgebracht war. Der Kaiser hatte jedoch ein Druckmittel in der Hand, weil der König von Polen – ein Schwager des Kaisers – die umstrittene Provinz Preußen als ein Lehen der polnischen Krone an Brandenburg abgetreten hatte, eine Bestechungsmaßnahme, durch deren Annahme sich Georg Wilhelm dem Kaiser verpflichtet fühlen musste.
Neben der Schwiegermutter wurde am Hof auch noch der jüngste Bruder seiner Ehefrau Ludwig Philipp von der Pfalz aufgenommen, der die Prinzessin Marie Eleonore von Brandenburg geheiratet hatte, was zeigt, dass beide Familien eng verknüpft waren. Eine weitere Ehe, die Anlass gab, an der Kaisertreue der Brandenburger zu zweifeln, war die 1626 geschlossene Ehe der Schwester von Georg Wilhelm, Katharina von Brandenburg, die 1626 den protestantischen Fürsten von Siebenbürgen Gabriel Bethlen heiratete, der bis zu seinem Tod 1629 dem Kaiser in Bündnissen mit den Schweden als Anführer von anti-habsburgischen Aufständen im Königlichen Ungarn auf dem Gebiet der heutigen Slowakei häufig Schwierigkeiten machte.
1620 zog sich Georg Wilhelm bei einem Unfall eine nicht heilende Unterschenkelwunde zu, die nach 1631 auch auf das andere Bein übergriff. Dies führte dazu, dass er sich häufig in einer Sänfte tragen lassen musste.
Für Georg Wilhelm, einen von guten Absichten beseelten calvinistischen Kurfürsten, war die Sicherung der territorialen Erwerbungen seines Vaters Johann Sigismund ein vorrangiges Regierungsziel. Beim Regierungsantritt hatte er die Absicht, sich im gerade beginnenden Dreißigjährigen Krieg im Fahrwasser von Kursachsen neutral und kaisertreu zu verhalten, was dadurch zum Ausdruck kam, dass er die Ausführung seiner Politik dem kaisertreuen und eigensüchtigen ersten Minister Schwarzenberg anvertraute und nicht bestrebt war, für Brandenburg ein eigenes Heer aufzubauen. Seine Vorhaben wurden ihm jedoch nicht leicht gemacht, zumal er als Calvinist mit einer katholischen Regierung auch beim lutherisch-protestantisch geprägten Bürgertum auf Widerstände traf und zudem ein nur wenig entscheidungsfreudiger Herrscher war.
Eine heikle Konstellation ergab sich für Georg Wilhelm, nachdem seine Schwester Maria Eleonora am 25. November 1620 den schwedischen König Gustaf Adolf geheiratet hatte. Es kam zu diplomatischen Verwicklungen, da auch der polnische König Sigismund III. Wasa, der Lehnsherr des Herzogtums Preußen, für seinen Sohn Wladyslaw um die Hand der Prinzessin angehalten hatte. Als dann in den Folgejahren der schwedische König begann, sich gegen den Kaiser in das Kriegsgeschehen an der Ostseeküste einzumischen, gab es neuen Konfliktstoff. Die Lage verschärfte sich, als Gustav Adolf die von einem kaiserlichen Heer unter Hans Georg von Arnim und Wallenstein ab Mai 1628 erfolglos belagerte Stadt Stralsund massiv unterstützte. Aus der Sicht des Kaisers war Georg Wilhelm verwandtschaftlich eingebunden in ein gegen den Kaiser aggressiv agierendes protestantisches Bündnis. Das hatte schon Jahre zuvor im November 1620 begonnen, als seine Ehefrau Elisabeth Charlotte bei ihrem Ehemann durchsetzen konnte, dass ihr mit der Reichsacht belegter Bruder und ehemaliger Kurfürst Friedrich V. von der Pfalz nach seiner Vertreibung aus Böhmen zunächst im brandenburgischen Küstrin Schutz fand.
Die Ehefrau des brandenburgischen Kurfürsten agierte auch weiterhin gegen die kaiserliche Politik und opponierte unter dem Schutz der „protestantischen Hofpartei“ gegen den pro-kaiserlich eingestellten und auf den eigenen Vorteil bedachten, katholischen ersten Minister Adam von Schwarzenberg. Der bestimmte weiterhin die Richtlinien der Politik des Kurfürstentums Brandenburg und wurde erst im Dezember 1640 nach dem Tod von Kurfürst Georg Wilhelm auf Betreiben des reformierten Geheimen Rates und späteren Statthalters Samuel von Winterfeld nach dem Regierungsantritt seines Sohnes Friedrich Wilhelm entlassen, verhaftet und ersetzt durch den protestantischen Diplomaten Otto von Schwerin. Brandenburg geriet damit zunehmend in Opposition zum österreichischen Kaiserhaus.

### Brandenburg im Dreißigjährigen Krieg
Während der ersten Kriegsphase, dem Böhmisch-Pfälzischen Krieg blieb die Mark Brandenburg bis 1626 von Auswirkungen des Dreißigjährigen Krieges weitgehend verschont. Auch nach Beginn der zweiten Kriegsphase, dem Niedersächsisch-Dänischen Krieg wollte sich Kurfürst Georg Wilhelm, der keine eigene Armee hatte, weiterhin neutral verhalten. Die Lage des Landes entwickelte sich aber immer bedrohlicher, denn es zeigte sich, dass sich die Mark Brandenburg geopolitisch zwischen den am Konflikt beteiligten Parteien befand und damit zum Aufmarsch- und Versorgungsgebiet durchziehender Heere aller Seiten wurde. So stationierte Wallenstein seine Truppen in Orten an Oder und Elbe, um den Zusammenschluss des dänischen Heeres unter König Christians IV. von Dänemark mit dem Heer des Söldnerführers Ernst von Mansfeld zu verhindern und weigerte sich sogar, dass das weiter westlich bei Magdeburg operierende Heer der verbündeten katholischen Liga unter Tilly mit Vorräten zu versorgen, die seine Söldner in Brandenburg durch Plünderungen erworben hatten.
So entwickelte sich eine Situation, in der Brandenburg während der dritten Kriegsphase, dem Schwedischen Krieg, die mit dem Eingreifen des schwedischen Heeres unter König Gustav Adolf begann und mit dem Abschluss des Prager Friedens (1635) endete, von den Ereignissen des Krieges geradezu überrollt und von allen Kriegsteilnehmern für ihre jeweiligen eigenen militärischen Zwecke und Versorgungsbedürfnisse ausgenutzt, geplündert und gebrandschatzt wurde.
Das war auch eine Folge von Georg Wilhelms unentschlossener oder gar nicht vorhandener Politik, die zusätzlichen familiären Einflüssen ausgesetzt war und von einem englischen Agenten beschrieben wurde als „kalte und einfältige Neutralität“. Das Hauptinteresse des Kurfürsten war der Erhalt seiner Dynastie für sich selbst und für seinen Sohn. Betrieben wurde die Politik vom kaiserfreundlichen und immer auf den eigenen Vorteil bedachten Minister Schwarzenberg, jedoch fanden auch seine Beschwerden kein Gehör beim Kaiser, sondern wurden abgewiesen.
Georg Wilhelm hatte keine Möglichkeiten, Truppen erfolgreich Widerstand leisten, weder den Liga-Truppen unter Tilly bei der Eroberung und grausamen Zerstörung von Neubrandenburg (März 1631), noch den schwedischen Truppen, die nicht gehindert werden konnten, das Herzogtum Pommern auszuplündern, Ostpreußen als Operationsbasis gegen Polen zu nutzen und Pillau als Hafen für ihre Zwecke zu nutzen. Im Januar 1631 zogen schwedische Truppen nach Bärwalde in Brandenburg, um dort mit Frankreich den Vertrag von Bärwalde abzuschließen. Dieser Vertrag ermöglichte es den Schweden finanziell, den Krieg weiterzuführen und schon bald nach dem Abschluss des Vertrages kam es zur Eroberung von Frankfurt an der Oder (April 1631). Alle Truppen konnten sich in dieser Zeit in der Mark frei bewegen. Infolgedessen wurde die Bevölkerung bereits in der ersten Phase des Krieges durch Seuchen, Zerstörungen und Hungersnöte stark betroffen. Brandenburg und Pommern verloren im Dreißigjährigen Krieg einen großen Teil ihrer Bevölkerung und gehörten zu den Regionen mit den höchsten Bevölkerungsverlusten. Die zerstörerischen Folgen des Krieges waren in Brandenburg noch gut 100 Jahre nach dem Ende des Krieges spürbar.
Kurfürst Georg Wilhelm wurde vom schwedischen König Gustav Adolf auch persönlich massiv unter Druck gesetzt, seinen Widerstand aufzugeben, mündlich geleistete Bündnisversprechen endlich zu erfüllen und ein Bündnis mit Schweden einzugehen. Als am 21. Juni 1631 sogar schwedische Kanonen auf das kurfürstliche Palais gerichtet wurden, gab Georg Wilhelm nach und beschloss einen Bündnisvertrag mit Gustav Adolf, der den Schweden die Hilfsquellen Brandenburgs zur Verfügung stellte und auch die Festungen Spandau und Küstrin.
1637 wurde Georg Wilhelm unter dem Gesellschaftsnamen Der Aufrichtende in die Fruchtbringende Gesellschaft aufgenommen. Als im selben Jahr Herzog Bogislaw XIV. von Pommern starb, belehnte Kaiser Ferdinand III. gemäß dem Vertrag von Grimnitz 1638 Georg Wilhelm mit dem erledigten Herzogtum Pommern. Dieses war jedoch 1630 von den schwedischen Truppen erobert worden und seitdem schwedisch besetzt. Georg Wilhelm war nicht in der Lage, das Herzogtum in Besitz zu nehmen, da er über keine nennenswerten Streitkräfte verfügte.

### Letzte Lebensjahre in Königsberg
Schweden setzte sich mehr und mehr in der Mark Brandenburg fest. Im August 1638 blieb Georg Wilhelm nichts anderes übrig, als mit seinem gesamten Hofstaat in das unzerstörte Königsberg im außerhalb des Reiches gelegenen Herzogtum Preußen auszuweichen. Von der Mark abgeschnitten, fand er kaum die Mittel, seinen Hofstaat zu unterhalten. 1638 musste er deshalb sogar den Königsberger Hofgarten an seinen Hofgärtner Joseph Hemmlein verpachten. Seit Oktober 1640 war der Kurfürst ständig ans Bett gebunden. Abgesehen von seiner chronischen Beinerkrankung litt er an hochgradiger Wassersucht.
Georg Wilhelm verstarb nach langer Krankheit im Alter von 45 Jahren am 1. Dezember 1640. Als Todesursache wurde Wassersucht und Schlaganfall angegeben. Er blieb der einzige brandenburgische Markgraf, dessen Grablege sich in Königsberg befand.

## Äußerungen zur Politik von Georg Wilhelm
Georg Wilhelm gilt als schwacher und wenig entscheidungsfreudiger Herrscher. Einerseits war er dem katholischen Kaiser Ferdinand II. verpflichtet, andererseits war er mit dem Schwedenkönig Gustav II. Adolf verschwägert und teilte dieselbe evangelische Konfession. So stürzte er durch seine zwischen den beiden Lagern hin und her schwenkende Politik Brandenburg ins Chaos.

„Will der Herr Kurfürst noch für andere interzedieren [eintreten]! Er sollte froh sein, wenn er sein eigenes Land behält.“

„Seine Liebden müssen führwahr entweder Freund oder Feind sein. Wenn ich an ihre Grenzen komme, so muß sie sich kalt oder warm erklären. Hier streiten Gott oder Teufel.“

## Würdigungen
Für die Berliner Siegesallee schuf der Bildhauer Cuno von Uechtritz-Steinkirch im Jahre 1899 die Denkmalgruppe 24 mit Georg Wilhelm im Mittelpunkt, flankiert von den Büsten des Obersts Konrad von Burgsdorff (1595–1652) und des Kanzlers Graf Adam von Schwartzenberg, dem Georg Wilhelm die Regierungsgeschäfte nach seinem Rückzug nach Königsberg überlassen hatte.
1892 wurde im Zuge des Kurfürstendamms eine Georg-Wilhelm-Straße in Berlin-Halensee benannt, so wie auch nach allen anderen Kurfürsten.

## Nachkommen
Georg Wilhelm heiratete am 24. Juli 1616 in Heidelberg Elisabeth Charlotte (1597–1660), Tochter des Kurfürsten Friedrich IV. von der Pfalz, mit der er folgende Kinder hatte:
- Luise Charlotte (1617–1676)

⚭ 1645 Herzog Jakob Kettler von Kurland (1610–1681)
- Friedrich Wilhelm (* 16. Februar 1620; † 9. Mai 1688), der Große Kurfürst

⚭ 1. 1646 Prinzessin Luise Henriette von Oranien (1627–1667)
⚭ 2. 1668 Prinzessin Dorothea Sophie von Schleswig-Holstein-Sonderburg-Glücksburg (1636–1689)
- Hedwig Sophie (1623–1683)

⚭ 1649 Landgraf Wilhelm VI. von Hessen-Kassel (1629–1663)
- Johann Sigismund (*/† 1624)